# Håkollen
Der Håkollen (norwegisch für Haikuppe; in Australien Shark Island für Hai-Insel) ist eine 1,6 km lange Insel vor der Küste des ostantarktischen Kemplands. Sie liegt im südwestlichen Teil der Inselgruppe Øygarden.
Norwegische Kartografen, die sie auch benannten, kartierten sie 1946 anhand von Luftaufnahmen der Lars-Christensen-Expedition 1936/37.